# Tom Pondeljak
Tom Pondeljak, né le 8 janvier 1976 à Melbourne en Australie, est un footballeur international australien. Il jouait au poste de milieu offensif.

## Biographie

### Carrière internationale
Tom Pondeljak est retenu par Frank Farina pour disputer la Coupe d'Océanie qui se déroule en Nouvelle-Zélande.
Il honore sa première sélection en A le 6 juillet 2002 lors d'un match de la Coupe d'Océanie 2002 contre le Vanuatu (victoire 2-0). Il reçoit sa dernière sélection le 5 mars 2009 contre le Koweït (défaite 1-0).
Il compte six sélections pour zéro but en équipe d'Australie entre 2002 et 2009.

## Palmarès

### En club
- Avec le Melbourne Knights :
  - Champion de la National Soccer League en 1996

- Avec le Sydney Olympic :
  - Champion de la National Soccer League en 2002

- Avec le Perth Glory :
  - Champion de la National Soccer League en 2004

- Avec le Melbourne Victory :
  - Champion de l'A-League en 2009

### Avec l'équipe d'Australie
- Finaliste de la Coupe d'Océanie 2002